# 外所地震
外所地震（とんどころじしん/とんところじしん）とは、1662年10月31日（寛文2年9月20日）未明に日向灘沖（北緯31.7度・東経132度）で発生したマグニチュード7.6〜7.9
、津波マグニチュード Mt 7.7の地震。最大震度は6強（推定）。
有史以来最大規模の日向灘地震である。1662年寛文日向灘地震や西海大地震とも呼ばれる。この地震によって、現在の宮崎県宮崎市及び日南市付近を中心に大きな被害が生じた。
「外所」の由来は、加江田川河口北岸に存在していた集落で、本地震によって海没したと伝わる。

## 概要
地震調査研究推進本部の「日向灘の地震の過去の発生状況と被害」によると、1662年（寛文2年）10月31日の地震による各地の被害について、佐土原（佐土原藩領）では城が破損し、潰家800余棟、死者多少（推定震度6強）、県（縣藩領、現・延岡市）では城の石垣が破損し、領内の潰家1300余棟、死者5人（推定震度5強）、秋月（現・高鍋町）でも城の石垣が崩れたほか崩家287棟の被害が出たとしている。また、飫肥（飫肥藩領）では石垣の被害のほか、領内では潰家1,213棟（うち水没246棟）、死者15人、その他山崩れや津波被害を受けたという（推定震度6弱）。
津波は延岡から大隅半島（特に宮崎市木花地区）を襲い、高さは宮崎市付近で4 - 10mに達した。別府湊では破船が10余隻出たほか、穀類約6000俵が潮による被害を受けた。
この地震で日向国南部沿岸では地盤沈下が生じた。青島付近では約1メートルの地盤沈下を生じた。那珂郡にある清武川では、河口部が陥没し、水田8000石余りが海に没し入り江となった。地震後はこの内海が流路の一部となり、1950年代まで直接日向灘には流れ込まずに、加江田川河口に合流していた。なおこの入り江は、享保年間及び文政年間に埋め立て事業（正蓮寺干拓）が行われ、かつての水田用地が取り戻された。

## 記録
以下は主なもの。
大日本地震史料3巻
寛文2年9月19日己丑の地震による日向国と大隅国での被害を記載。
大日本地震史料3巻 日向纂記
寛文2年壬寅9月19日の夜子の刻、日向国に大地震があり、津波が来襲して那珂郡のうち下加江田、本郷所々の地が海に没したと記載。
続日本王代一覧
佐土原での城郭の石垣崩れや屋舎の破損（800余）を記載。
| 地名                             | 被害 | 震度 | 津波高 (m) |
| -------------------------------- | --- | ---- | ---------- |
| 宮崎県延岡                       | 石垣 5 軒余破損，田畑 57 町流失． | 5    | 2          |
| 同・高鍋                         | 壊家 280 戸 | 6    |            |
| 同・佐土原                       | 夜子ノ刻（午前0時ごろ）地震．山崩れ，地割れ，壊家八百余．城の石垣崩れる．                                                                                                   | 6    |            |
| 大淀川河口                       | 北岸の下別府の地盤沈降．高潮満ち人家の囲い木・竹海中に立つ．小戸神社流失（現在鶴島に移る）．船 10 破損．米 500 俵潮につく．死者 5. 南岸の福島村海中に没し，住民今江に移る． |      | 5          |
| 宮崎県本郷 同・清武 同・下加江田 | 那珂郡 7 カ村、田 8,000 余石浸水．潰家 1,213 戸のうち，海に没するもの 246 戸．住民 2,398 人の内，水死 15 人．                                                               | 6    | 4～5       |
| 同・木花                         | 島山に数基の地震碑あり．浸水を免れる． |      |            |
| 加江田川河口                     | 外所（殿所）村 3～4 尺地盤沈下，入江となる．米粟 2,350 石流失． |      | 4～5       |
| 宮崎県飫肥                       | 城の石垣 9 カ所，192 間破損． | 5    |            |
| 同・外浦                         | 外浦より大堂川まで海水通じ，目井津・塩鶴の地，海中の島となる． |      | 2～3       |
| 鹿児島県大隅地域                 | 山崩れ地割れ，陸地数十町海となる．海水溢れ人畜多く死す． | 5    | 2～3       |
| 熊本県球磨郡                     | 大地震．被害少し． | 5    |            |
| 同・天草郡                       | 大地震． | 4    |            |

一方で、高知県・愛媛県・大分県などでは本地震の記録は発見されておらず、M7.6という規模は過大であるとする研究もある。

## 石碑等

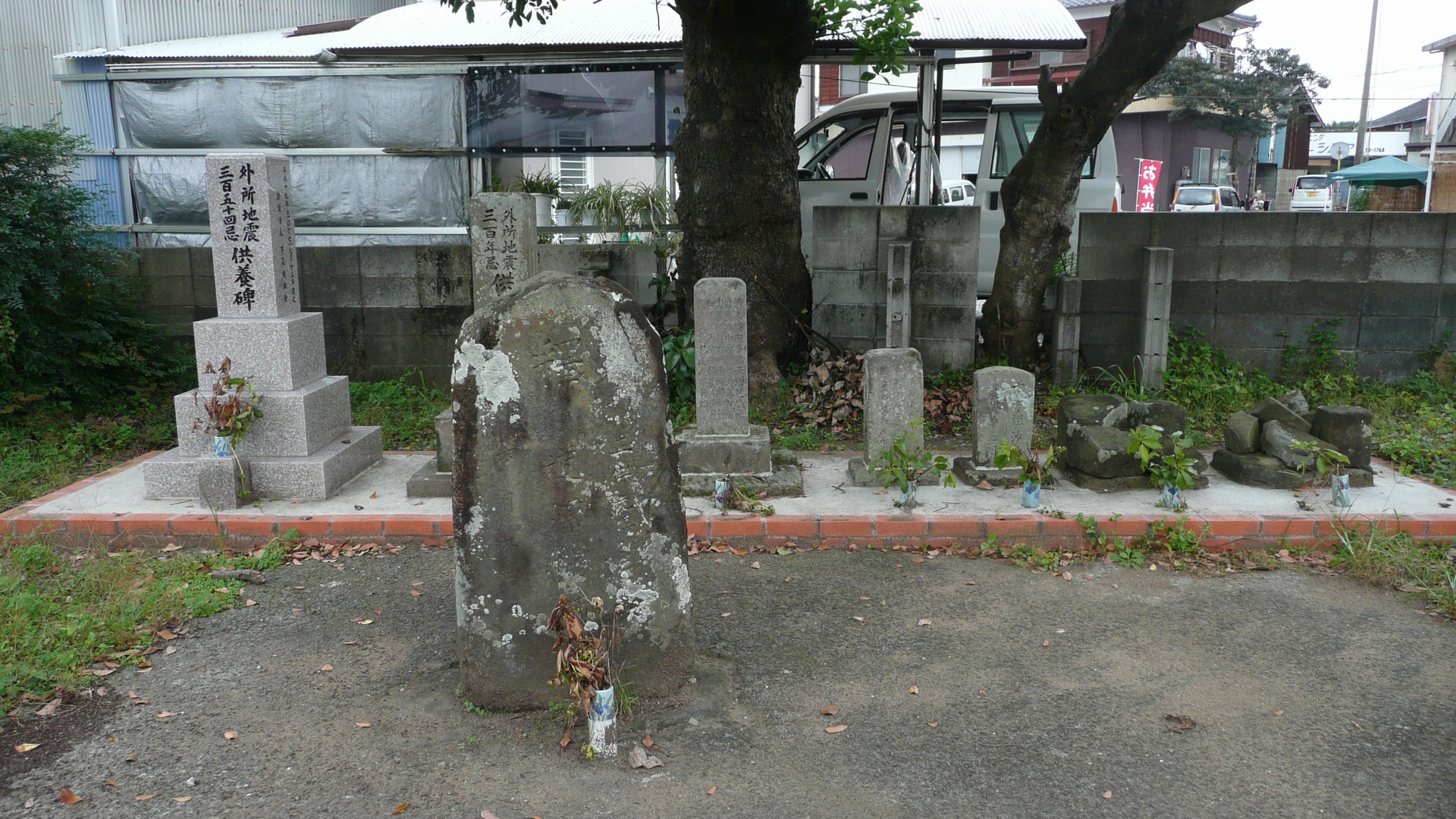
50年ごとに建立される供養碑（宮崎市熊野、国道220号と県道367号の交点付近）

宮崎市熊野島山ではほぼ50年ごとに新たな供養碑の建立が行われている。
- 外所地震供養碑（宮崎市熊野島山）
  1. 外所地震三百五十回忌供養碑 - 2007年（平成19年）に建立された石碑[4]
  2. 外所地震三百年忌供養碑 - 1957年（昭和32年）に建立された石碑[4]
  3. 外所地震供養碑 - 1925年（大正14年）に建立された石碑[4]
  4. 外所地震供養碑 - 建立年不明（鹿児島大学応用地学の記録したところでは1908年（明治41年）建立）[4]
  5. 外所地震供養碑 - 1810年（文化7年）に建立された石碑[4]
  6. 外所地震供養碑 - 碑文の「辛巳」から1761年（宝暦11年）に建立されたと推定される石碑[4]
  7. 外所地震供養碑 - 「歳二月」など数文字のみ判読できるが、多くの文字が摩滅しており建立年不明[4]

このほかにも外所地震の石碑や木像がある。
- 正蓮寺干拓功労者杉田新左衛門顕彰碑（宮崎市熊野） - 1990年（平成2年）に建立された津波と地盤沈下により水没した地の干拓に尽力した杉田新左衛門の顕彰碑[4]
- 古城の外所地震供養碑（宮崎市古城） - 1664年（寛文4年）に建立された供養碑[4]
- 白兎の彫刻（宮崎市新別府一葉稲荷神社） - 地震の際に一葉稲荷神社に白兎が現れ津波を蹴って被害から救ったという伝承をもとにした木像[4]